# Gossip Girl: Thailand
Gossip Girl: Thailand (thailandese: กอสซิป เกิร์ล ไทยแลนด์) è una serie televisiva thailandese trasmessa su Channel 3 dal 16 luglio al 19 novembre 2015, remake della serie statunitense Gossip Girl e prodotta da Kantana Group e InTouch. A interpretare Blair e Serena sono, rispettivamente, Carissa Springett e Sabina Meisinger, concorrenti del reality The Face Thailand, il cui casting è stato annunciato il 17 marzo 2015, giorno di inizio delle riprese al Swissôtel Nai Lert Park Hotel; queste ultime, tenutesi anche alla Berkeley International School di Bangkok, si sono concluse all'inizio di ottobre. Una versione non tagliata della prima stagione, composta da 18 episodi, è stata resa disponibile il 30 dicembre 2015 sul canale ufficiale di YouTube di Kantana Group. Gli episodi sono stati anche pubblicati in DVD.

## Trama
Serena Wijitranukul torna inaspettatamente a Bangkok dopo una partenza improvvisa l'anno prima. La sua migliore amica Blair Waranon, arrabbiata per non aver più ricevuto notizie di Serena da allora, cerca di tagliarla fuori dalla cerchia di vecchie conoscenze nel timore che possa riprendersi il titolo di regina della Constance Billard, la loro scuola, conquistato nell'ultimo anno proprio grazie all'assenza di Serena, da sempre più popolare di lei. Il contrasto tra le due ex amiche si fa più aspro quando Blair scopre che, prima di lasciare Bangkok, Serena è andata a letto con il suo ragazzo, Nate Achirawat. Le loro vite vengono monitorate dalla misteriosa Gossip Girl tramite KakaoTalk.

## Personaggi
- Serena Wijitranukul, interpretata da Sabina Meisinger
- Blair Waranon, interpretata da Carissa Springett
- Dan Chanaseri, interpretato da Jarusak Weerakul
- Jak Benjakij, interpretato da Chanon Ukkharachata
- Nate Achirawat, interpretato da Chanon Makaramani
- Sa, interpretata da Penny Lane
Migliore amica ed ex fidanzata di Dan.
- Jenny Chanaseri, interpretata da Nutcha Jeka
La sorella minore di Dan.
- Eric Wijitranukul, interpretato da Phan Pagniez
Il fratello minore di Serena.
- Jo Chanaseri, interpretato da Puntakarn Thongjure
Il padre di Dan e Jenny, un ex rocker.
- Lily Wijitranukul, interpretata da Cindy Burbridge
La madre di Serena ed Eric.
- Araya, interpretata da Ampha Phoosit
La madre di Blair, proprietaria del marchio Araya.
- Songpol Achirawat "Il capitano", interpretato da Byron Bishop
Il padre di Nate.
- Phloi, interpretata da Angsana Buranon
La madre di Nate.
- Burn Benjakij, interpretato da Toon Hiranyasap
Il padre di Jak, proprietario dell'hotel The Empire.
- Ann, interpretata da Kejmanee Pichaironnarongsongkhram
La madre di Dan e Jenny.
- Phim, interpretata da Sirinuch Petchurai
La cameriera di Blair.
- Saiphin, interpretata da ?
La madre di Lily.
- Kate, interpretata da Cherlyn Wagstaffe
Amica di Blair.
- Bell, interpretata da Ratchaneeboon Pheinwikraisophon
Amica di Blair.
- Geegee Cholticha, interpretata da Malinee Adelaide Coates
Ex amica di Serena.
- Rattapoom Waranon, interpretato da Suchao Pongwilai
Il padre di Blair, ha lasciato la famiglia per un nuovo amore in Francia.
- Gossip Girl, interpretata da Opal Panisara